# Helionides brevis
Helionides brevis är en insektsart som först beskrevs av Irena Dworakowska 1972.  Helionides brevis ingår i släktet Helionides och familjen dvärgstritar. Inga underarter finns listade i Catalogue of Life.